# Bataille du Matz
Première Guerre mondiale
Batailles
Front d'Europe de l’Ouest
- Liège (8-1914)
- Namur (8-1914)
- Frontières (8-1914)
- Anvers (9-1914)
- Grande Retraite (9-1914)
- Marne (9-1914)
- Course à la mer (9-1914)
- Yser (10-1914)
- Messines (10-1914)
- Ypres (10-1914)
- Givenchy (12-1914)
- 1re Champagne (12-1914)
- Hartmannswillerkopf (1-1915)
- Neuve-Chapelle (3-1915)
- 2e Ypres (4-1915)
- Colline 60 (4-1915)
- Artois (5-1915)
- Festubert (5-1915)
- Quennevières (6-1915)
- Linge (7-1915)
- 2e Artois (9-1915)
- 2e Champagne (9-1915)
- Loos (9-1915)
- Verdun (2-1916)
- Redoute Hohenzollern (3-1916)
- Hulluch (4-1916)
- 1re Somme (7-1916)
- Fromelles (7-1916)
- Arras (4-1917)
- Vimy (4-1917)
- Chemin des Dames (4-1917)
- 3e Champagne (4-1917)
- 2e Messines (6-1917)
- Passchendaele (7-1917)
- Cote 70 (8-1917)
- 2e Verdun (8-1917)
- Malmaison (10-1917)
- Cambrai (11-1917)
- Bombardements de Paris (1-1918)
- Offensive du Printemps (3-1918)
- Lys (4-1918)
- Aisne (5-1918)
- Bois Belleau (6-1918)
- 2e Marne (7-1918)
- 4e Champagne (7-1918)
- Château-Thierry (7-1918)
- Le Hamel (7-1918)
- Amiens (8-1918)
- Cent-Jours (8-1918)
- 2e Somme (9-1918)
- Bataille de la ligne Hindenburg
- Meuse-Argonne (10-1918)
- Cambrai (10-1918)

Front italien
Front d'Europe de l’Est
Front des Balkans
Front du Moyen-Orient
Front africain
Bataille de l'Atlantique

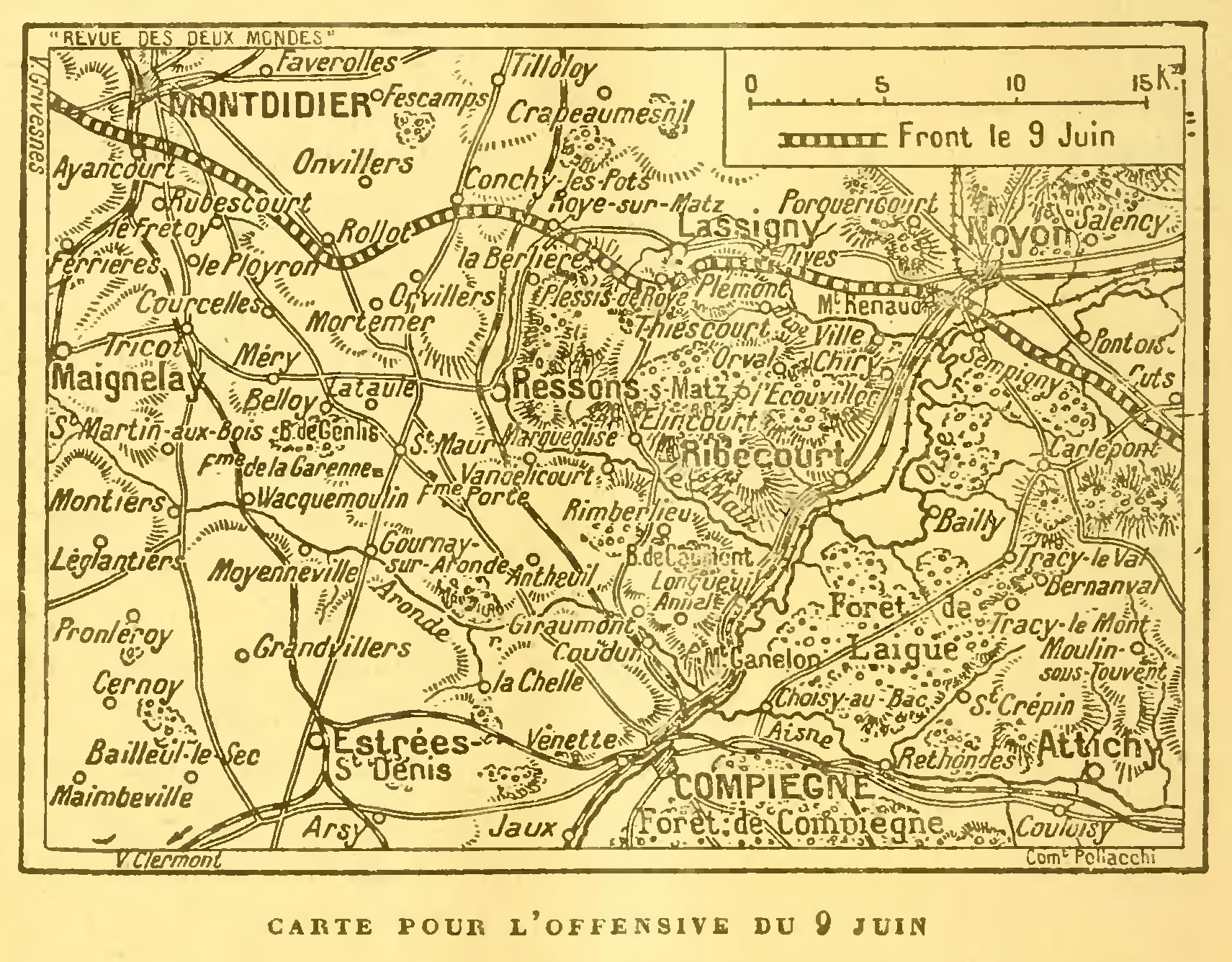
Carte pour l'offensive du 9 juin 1918

La bataille du Matz également appelée opération Gneisenau et bataille de Montdidier-Noyon par les Américains, s'est déroulée du 5 au 13 juin 1918 le long du Matz, affluent de la rive droite de l'Oise durant la Première Guerre mondiale, dans le cadre plus général de l'offensive allemande du printemps, aussi nommée bataille du Kaiser (Kaiserschlacht), ou offensive de Ludendorff, visant à réunir les deux saillants de Compiègne. Elle sera suivie d'une contre-attaque française.

## Déroulement
18 divisions allemandes partent à l'offensive et l’engagement de l'artillerie est énorme, 30 batteries au kilomètre, avec une grande partie d'artillerie lourde et d'obus toxiques. Le 8 juin à 23 h 30, la région de Rollot (Somme) est bombardée par 29 batteries de campagne. Le plateau de Saint-Claude à Mareuil-la-Motte est bombardé.
À midi du 9 juin, les Stosstruppen attaquent les positions françaises entre Montdidier (Somme) et Noyon. Ils occupent Ressons.
Le 10 juin : les Allemands, malgré le pilonnage des Français avertis de l'attaque, sont à une dizaine de kilomètres de Compiègne. Oskar von Hutier a pris Ribécourt. Le soir, ils ont à Mélicocq et les troupes françaises ont dû se replier derrière l'Oise et le Matz. Mais le 9e régiment de cuirassiers perd 4 915 hommes vers Plessis-de-Roye[pas clair]. L'offensive bute sur la seconde ligne française, la « tranchée de Bretagne ».
Le 11 juin : contre-attaque du général Charles Mangin (groupement Mangin) 
- La contre-attaque est effectuée par les 129e DI, 152e DI, 165e DI et 48e DI, appuyées par 160 chars et la 1re division US[réf. nécessaire], partant de Courcelles-Epayelles, Méry et Wacquemoulin, en direction de l'est sur un front de 10 à 12 km.

Le 12 juin : les Français retrouvent leurs positions. Ludendorff arrête l'action.

## Bilan
Les Allemands ont engagé, du 9 au 13 juin, 18 divisions pour gagner un territoire d’une douzaine de kilomètres. Les pertes dans les deux camps sont de 60 030 hommes hors de combat, 97 avions abattus et 212 canons détruits[pas clair].

## Lieux de mémoire
- Méry-la-Bataille : Nécropole nationale de Méry-la-Bataille, cimetière militaire français.
- Courcelles-Epayelles : Musée de la bataille du Matz, dans l’ancienne école de Courcelles-Epayelles et son circuit des chars de 1918.